# Quali alibi
Quali alibi è un singolo del cantautore italiano Daniele Silvestri, pubblicato il 15 gennaio 2016.

## Video musicale
Il videoclip, diretto da Fernando Luceri, è stato pubblicato il 20 gennaio 2016 attraverso il canale YouTube del cantante. Il video è stato girato al Castello di Corigliano d’Otranto e Galatina, nello stabilimento Colacem. Un videoclip con un tocco di fantasy a spiegare una realtà a volte cruda da accettare. In bilico tra presente e passato e tra elementi inanimati a mimare esseri viventi, si notano dei droni che sembrano quasi colibrì e lavoratori che trovano il coraggio di dire no, alle condizioni disoneste in cui si trovano a vivere. Un significato profondo che si muove per simboli, ma che chiaramente mostra come la politica e certi problemi sociali, stanno da tempo falsando il nostro modo di vivere e di essere.

## Classifiche
| Classifica (2016) | Posizione |
| ----------------- | --------- |
| Italia            | 77        |